# Devon Windsor
Devon Elizabeth Windsor (St. Louis, 7 marzo 1994) è una supermodella statunitense.

## Biografia
Cresciuta a St. Louis, Missouri, è stata scoperta a 14 anni da Suzy Gorman, una fotografa di moda che la raccommandò ad una locale agenzia di modelle, la West Model & Talent Management. Fu poi notata dalla IMG Models che decise di ingaggiarla per la filiale di New York. Dopo aver lasciato l'high school, Windsor si trasferì a New York per diventare una modella a tempo pieno.

## Carriera
Nel 2013 cominciò a sfilare per Victoria's Secret ed apparire per la pubblicità di Love Moschino..
Durante la sua carriera ha sfilato per designer come Alexander McQueen, Bottega Veneta, Calvin Klein, Céline, Chanel, Costume National, Cushnie et Ochs, Derek Lam, Dior, Donna Karan, Dsquared², Elie Saab, Emanuel Ungaro, Emilio Pucci, Ermanno Scervino, Etro, Fendi, Giorgio Armani, H&M, Helmut Lang, Herve Leger, Hussein Chalayan, Iris van Herpen, Jason Wu, Jean Paul Gaultier, Jonathan Simkhai, Kenzo, L'Wren Scott, Maison Martin Margiela, Mary Katrantzou, Matthew Williamson, Max Mara, Maxime Simoens, Michael Kors, Moschino, Opening Ceremony, Oscar de la Renta, Peter Som, Porsche Design, Prabal Gurung, Prada, Preen, Reed Krakoff, Roberto Cavalli, Rochas, Roland Mouret, Stella McCartney, Salvatore Ferragamo, Tom Ford, Topshop, Tory Burch, Trussardi, Zuhair Murad, Vera Wang, Victoria's Secret and Vionnet.

## Vita privata
Nel giugno 2018 si fidanza ufficialmente con l'imprenditore Johnny Dex Barbara, con cui convola a nozze il 16 novembre 2019 a  Saint-Barthélemy.
Il 12 marzo 2021 annuncia tramite social che è in attesa della sua prima figlia. La bambina, chiamata Enzo Elodie Barbara, è nata il successivo 8 settembre.